# یانگ هان یول
یانگ هان یول (کره‌ای: 양한열؛ زادهٔ ۱۷ اوت ۲۰۰۳) بازیگر اهل کره جنوبی است. او به خاطر ایفای نقش در مجموعه‌های تلویزیونی همچون بزرگترین عشق و ما همه مرده‌ایم شناخته می‌شود.

## فیلم‌شناسی

### مجموعه تلویزیونی
| سال  | عنوان                       | نقش               | منابع  |
| ---- | --------------------------- | ----------------- | ------ |
| ۲۰۱۱ | بزرگترین عشق                | هیونگ کو          | [ ۲ ]  |
| ۲۰۱۱ | قول هزار روزه               | چا جی مین         | [ ۳ ]  |
| ۲۰۱۱ | درام ویژه: همسرم ناپدید شده | سه جون            | [ ۴ ]  |
| ۲۰۱۱ | ضربه عالی انتقام پاکوتاه    | طرفدار یون جی سوک | [ ۵ ]  |
| ۲۰۱۲ | من به یک پری نیاز دارم      | جی هون            | [ ۶ ]  |
| ۲۰۱۲ | فول هاوس تیک تو             | شاگرد مون اوک     | [ ۷ ]  |
| ۲۰۱۲ | دکتر اسب                    | دوست جین یونگ     | [ ۸ ]  |
| ۲۰۱۳ | تاندر استور                 | خودش              | [ ۹ ]  |
| ۲۰۱۳ | الهه ازدواج                 | نو جانگ وو        | [ ۱۰ ] |
| ۲۰۱۴ | همگی محاصره شده‌اید          | پارک مین سو       | [ ۱۱ ] |
| ۲۰۱۴ | تاندر استور ۲               | خودش              | [ ۱۲ ] |
| ۲۰۱۴ | عشق و راز                   | کوان هیوک مین     | [ ۱۳ ] |
| ۲۰۱۵ | او زیبا بود                 | جی سونگ جون       | [ ۱۴ ] |
| ۲۰۱۹ | دنیای زیبا                  | لی کی چان         | [ ۱۵ ] |
| ۲۰۱۹ | ابیس                        | جوانی چا مین      | [ ۱۶ ] |
| ۲۰۲۲ | ما همه مرده‌ایم              | یو جون سونگ       | [ ۱۷ ] |